# Andalgalá
Andalgalá ist die Hauptstadt des gleichnamigen Departamento Andalgalá in der Provinz Catamarca im Nordwesten Argentiniens. Die Entfernung bis zur Provinzhauptstadt San Fernando del Valle de Catamarca beträgt 248 Kilometer.

## Geschichte
Das Gebiet um Andalgalá war von kriegerischen Diaguitas und Calchaquíes bewohnt, die den spanischen Eroberern erheblichen Widerstand entgegenbrachten. Nach zwei vergeblichen Eroberungsversuchen gründeten die Spanier während des 2. Calchaquí-Krieges am 12. Juli 1658 die Befestigungsanlage San Pedro de Mercado.
Gegen Ende des 18. Jahrhunderts war das Gebiet unter spanischen Grundbesitzern aufgeteilt und 1740 wurde in Huasán das Mayorazgo de los Diaz de la Peña gebildet. 1952 erhielt Andalgalá die Stadtrechte.

## Wirtschaft
Die wichtigsten landwirtschaftlichen Produkte der Zone sind: Oliven, Pfirsiche, Haselnuss, Weintrauben, Quitte, Baumwolle, Saatkartoffeln und Gewürze wie Kreuzkümmel und Anis. Ziegen und Schafe dominieren in der Viehzucht. Der nahegelegene Río Andalgalá ermöglicht Stromerzeugung.

## Sehenswertes
- Plaza Central 9 de julio
- Iglesia San Francisco
- Museo Arqueológico Provincial
- Casa Cisneros
- Museo Privado Malli
- Estación del ferrocarril
- Mayorazgo de Huasán (4 km nördlich über die Ruta Provincial 47)

## Feste
- Fiesta del Fuerte de Andalgalá (Januar).